# Plauzat
Plauzat település Franciaországban, Puy-de-Dôme megyében. Lakosainak száma 1680 fő (2022. január 1.). Plauzat Champeix, Authezat, Coudes, Ludesse, Neschers, Saint-Sandoux, La Sauvetat és Tallende községekkel határos.

## Népesség
A település népességének változása:
| Lakosok száma | 1559 | 1610 | 1661 | 1667 | 1688 | 1713 | 1758 | 1719 | 1680 |
|               | 2013 | 2015 | 2016 | 2017 | 2018 | 2019 | 2020 | 2021 | 2022 |